# Rue Jean-Pain-Mollet
La rue Jean-Pain-Mollet  est une ancienne rue qui était située dans l'ancien 7e arrondissement de Paris, qui a disparu lors du percement de la rue de Rivoli.

## Situation
La rue Jean-Pain-Mollet, d'une longueur de 122 mètres, qui était située dans l'ancien 7e arrondissement, quartier des Arcis, commençait au 1, rue de la Tixéranderie et au 2, rue de la Coutellerie et finissait aux 28-30, rue des Arcis.
Les numéros de la rue étaient noirs. Le dernier numéro impair était le no 33 et le dernier numéro pair était le no 26.

## Origine du nom
Jean-Pain-Mollet est le nom d'un bourgeois de Paris qui demeurait alors dans cette rue.
Dans l'ouvrage Supplément du théâtre italien, Arlequin donne au vieillard l’étymologie de la rue Jean-Pain-Mollet ainsi :

« C'est où demeurait un Garçon Boulanger lequel s'appelait Jean, et ne faisait que du pain mollet ; c’est pourquoi cette rue portait son nom. »

## Historique
Cette voie portait déjà le nom de « rue Jean-Pain-Mollet » en 1261.
Elle est citée dans Le Dit des rues de Paris, de Guillot de Paris, sous le nom de « rue Jehan-Pain-Molet ».
Sur le plan de la Tapisserie, de 1540, on trouve cette rue sous le nom de « rue de la Radrerie ».
Henri Sauval indique qu'elle se nommait anciennement « rue du Croc ».
Elle est citée sous le nom de « rue Jehan Pain Molet » dans un manuscrit de 1636.
Une décision ministérielle du 15 floréal an V (4 mai 1797) signée Bénézech fixe la moindre largeur de cette voie publique à 6 mètres. Cette largeur est portée à 10 mètres, en vertu d'une ordonnance royale du 21 mars 1832.
La rue disparait en 1856 lors du percement de la rue de Rivoli.